# Obon
Az obon (お盆) vagy bon (盆) japán buddhista hagyomány az  ősök szellemeinek tiszteletére. Az évek folyamán ez a buddhista-konfuciánus hagyomány családi ünneppé alakult, melynek során az emberek meglátogatják az ősi családi helyeket és megtisztítják őseik sírját, illetve az ősök szellemei is ilyenkor hivatottak meglátogatni a családi oltárokat. Az obont több mint 500 éve ünneplik Japánban és hagyományosan a bon-odori tánc is hozzátartozik.
A fesztivál három napon keresztül tart, azonban kezdete Japán régiói között eltér. Amikor a holdnaptárt a Meidzsi-kor kezdetén leváltotta a Gergely-naptár, arra különbözően reagáltak a települések, így három különböző napon is tartanak obont. A „sicsigacu obon” (júliusi obon) időpontját a szolunáris naptár szerint jelölték ki, így azt július 15. tájékán, a csúgennel egyidőben ünneplik Japán keleti részében, Kantóban, így Tokióban, Jokohamában és Tóhokuban is. A „hacsigacu obon” (augusztusi obon) időpontját a holdnaptár szerint jelölték ki, így azt augusztus 15. tájékán ünneplik, ekkor ünneplik a legtöbben az obont. A „kju obon”-t (régi obon) a holdnaptár hetedik hónapjának 15. napján ünneplik, és így annak dátuma minden évben eltér. A kju obont olyan területeken ünneplik, mint Kantó észak része, Csúgoku, Sikoku vagy Okinava prefektúra. Ugyan ezen három nap hivatalosan nem minősül munkaszüneti napnak, azonban szokás szerint az emberek szabadságot kapnak.